# سیارک ۲۳۱۸۲
سیارک ۲۳۱۸۲ (به انگلیسی: 23182 Siyaxuza، نامگذاری:2000OV12) بیست و سه هزار و صد و هشتاد و دومین سیارک کشف شده‌است که در ۲۳ ژوئیه ۲۰۰۰ کشف شد.
قدر مطلق سیارک برابر ۱۱.۷ است.